# Crișan, Tulcea
Crișan este satul de reședință al comunei cu același nume din județul Tulcea, Dobrogea, România. Se află în Delta Dunării, pe malul brațului Sulina. Începând cu data de 16 iulie 1973 satul Crișan (Tulcea), alături de alte 13 localități, se declara, experimental, sat de interes turistic denumit "sat turistic".

## Istoric
Informațiile privind fondarea satului sunt oarecum contradictorii. Conform unor surse, satul a fost înființat de turci și circași la începutul secolului al XVIII-lea. Există informații că acești locuitori se îndeletniceau cu jefuirea corăbiilor care circulau în apropierea țărmului Mării Negre, în special cerchezii. După 1878 locul lor a fost luat de ruși, care formau în 1896 totalitatea populației. În 1899, dicționarul Lahovari semnala un număr de 649 persoane, din care 625 ruși, 15 lipoveni, 4 români, 4 evrei și un țigan. 
Migrația rușilor-lipoveni spre deltă începuse încă de pe la 1700, așa cum se afirmă și în raportul învățătorului Gherasim Constantinescu (citat de D. Șandru), care are altă opinie despre fondatorii localității: "Satul s-a întemeiat după războiul ruso-turc din 1829 (fals, n.n.). Atunci locuitorii Pătrașcu, Comârzan, Gav. Jalbă, I. Grosu ș.a. dobrogeni vechi, dicieni, din satul Cataloi, au cerut voie pașii din Tulcea să facă un sat în baltă, în pădurea Caraorman. Informația este parțial adevărată, deoarece la acea dată exista un sat cu numele Caraorman, dar și ipoteza că anumite evenimente (războaie, inundații) să fi dus la dispariția temporară a acestuia sau ipoteza că numeroși mocani din zona Moeciu sau Săcele au populat în timp această localitate, deoarece, multe denumiri din zonă amintesc de trecerea și ocupațiile lor: Grindul Mocanului, Grindul Iepei etc." 
Locuitorii satului au ridicat biserică, purtând hramul Sf. Dimitrie, în 1875, cu preot și cântăreț, iar școala în 1881 (M.D. Ionescu, op. cit.). Școala era construită din stuf și vălătuci, la sfârșitul veacului al XIX-lea având un învățător și 71 elevi. Tot atunci, satul avea în dotare 3 mori de vânt, 2 băcănii și o cârciumă, precum și peste 4000 de vite. Populația a evoluat inițial crescător, în ultimele patru decenii scăzând vertiginos, datorită unor evenimente naturale, dar mai cu seamă datorită migrației tinerilor spre oraș și îmbătrânirii celor rămași. 
Satul Crișan apare menționat pentru prima dată în 1894 sub denumirea de Carmen Sylva, ulterior s-a unit cu satul Floriile. Oficial satele Carmen Sylva  și Floriile au fost înființate de marele prefect Ioan Nenițescu, iar actele lor de fondare datate 2 aprilie 1900, respectiv 14 august 1900, sunt singurele documente păstrate.
În actul de fondare a satului sunt menționate următoarele date: "Și început-am satul românesc <Carmen Sylva> cu 44 de familii, toate numai de români, hotărând locul unde să fie altarul bisericei, ce se va zidi în curând și care va avea hramul Intrarea Domnului în Ierusalim; de asemenea am hotărât locul unde va fi școală și unde se va zidi localul de primărie, căci deși acum la început satul Carmen Sylva va depinde de satul Pădurea Neagră (Caraorman) însă după ce va mai crește și va trece cu mult peste una sută case, atunci bine ar fi ca reședința comunei Pădurea Neagră să se mute la Carmen Sylva, sat așezat pe țărm de-a dreptul și pe loc atât de înălțat, prin pământul și nisipul ce s-a scos din îndepărtarea de aici a brațului Sulina, încât nu a putut să fie înecat nici de marea inundație din 1897....Acest act de fondatiune a noului sat românesc în Delta, <Carmen Sylva> se va copia pe pergament și se va pune în temelia bisericii: Intrarea Domnului în Ierusalim."  
Fiind aici instalație de telefon și de telegraf, sătenii fondatori ai satului Carmen Sylva, au adresat M.S. Regelui următoarea depesa: ”De pe tărmurile bătrânului Danubiu care udă provincial recucerita patriei prin vitejia și înțelepciunea voastră, noi, sătenii fondatori ai satului românesc inaugurat astăzi și botezat <Carmen Sylva>, noi santinelele așezate de Prefectul nostru, Ioan Nenițescu să păzim Gurile Dunărei, cu adânc respect depunem la picioarele tronului majestății voastre, devotamentul nostru nestrămutat, așa ca la Grivița și Plevna.”
Elena I. Nenițescu (soția prefectului) împreună cu doamnele din Tulcea și din Sulina care se aflau de față la această serbare au adresat Majestății sale regina Elisabeta următoarea telegramă: ”Numele de Poet al Majestății voastre este numele de botez al satului românesc ce s-a votat astăzi de administrația tulceană, pe tărmul drept al bătrânului Danubiu, în apropiere de Sulina, cu care ocazie urându-vă toate fericirile, vă rugăm ca, odată cu omagiile noastre respectuase să primiți în espresiunea iubirei, devotamentului și admirațiunei noastre”.   
Iar majestatea sa regina, a binevoit a răspunde următoarele la adresa doamnei Elena I. Nenițescu. “Adânc mișcată de ideea dumneavoastră de a da numele meu de poeta noului sat românesc, vă mulțumesc din tot sufletul pentru iubirea ce-mi arătați prin aceasta și urez noului sat toate fericirile și prosperitate."  
Așezarea a  fost înființată de către pescarii ruși la care s-au alăturat și români.  
Până în 1925 a fost sat component al comunei Caraorman, însa a fost declarată comună în anul 1925 și se compunea din satele Fântâna Dulcea, Mila 23 și Principele Ferdinand,  
Majoritatea populației este de origine ucraineană, descendentă a cazacilor refugiați în a doua jumătate a sec. al XVIII - lea, o parte dintre lipoveni refugiați de represiunea regilioasă din Rusia țaristă. O legendă locală spune că satul a fost înființat de corăbieri cazaci zaporojeni din regiunea Niprului, naufragiați la gurile Dunării. Cei scăpați de la înec s–au stabilit în aceste locuri.
În 1928, savantul I. Simionescu, călătorind cu vaporul de la Sulina la Tulcea, făcea următoarea descriere:„ Ajungem la marele M, cu cele două largi coturi ale brațului Sulinei, a cărui drum întortocheat a fost scurtat de canalul drept, ca tras cu condeiul, între Mila 8 și 18. E lucrarea cea mai grea ce s’a săvârșit, cu ocazia regulării drumului către Mare. Aici e și cea dintâi așezare omenească mai importantă, cu case dese, având acoperișul ca de metal strălucitor, atât de bine e bătut stuhul. În fața crâșmei e loc de horă numai năsip auriu; drept căruți servesc lotcile prinse de mal. În jurul caselor sclipesc gutăile mari cât chitrii, dând un aspect exotic. O moară de vânt înălțată pe partea cea mai râdicată a grindului are înfățișare fantastică, întinzându-și aripile pe albastrul spălăcit al cerului, fără un pic de nori. Obeliscul din mijlocul sălciilor e semnul trudei omenești cheltuită la tăierea marelui M. Cherhanaua și ghețăria nelipsită, arată gârla ce se deschide din labirintul ghiolurilor ascunse îndărătul pânzei de trestii.” 
În timpul celui de-al doilea război mondial, 28 iunie 1941 este bombardat satul Crisan (Carmen Sylva), unde sunt omorati 20 de oameni.
Începând cu 30 dec. 1947 și-a schimbat denumirea în Crișan, iar sub această denumire a funcționat și după reforma administrativ-teritorială din 1950, fostul raion Tulcea. 
Populația, inițial românească, a fost treptat înlocuită de rușii-lipoveni și ucraineni, evoluând după cum urmează: 80 locuitori în 1900, 294 în 1912, 636 în 1930, 844 în 1948, 809 în 1956, 688 în 1966, 547 în 1977, 469 în 1992 și 487 în 2002, astăzi 2/3 fiind români, restul ucraineni. Procesul de îmbătrânire și migrația spre oraș au cauzat scăderea dramatică a numărului de locuitori, fenomenul fiind încă valabil.
La începutul secolului nostru, în sat locuiau 829 de suflete din care 632 erau ruși, 55 lipoveni bespopovi (fără popă), 104 romîni, 19 greci, 9 evrei și 3 germani, principala lor ocupație fiind pescuitul și creșterea vitelor. Statistic, situația se prezintă astfel: 829 locuitori în 1900, 986 în 1912, 837 în 1930, 935 în 1948, 894 în 1956, 822 în 1966, 655 în 1977, 494 în 1992 și 434 în 2002.